# Helius copiosus
Helius copiosus är en tvåvingeart som beskrevs av Alexander 1935. Helius copiosus ingår i släktet Helius och familjen småharkrankar. Inga underarter finns listade i Catalogue of Life.